# Philoscia novaezelandiae
Philoscia novaezelandiae là một loài chân đều trong họ Philosciidae. Loài này được Filhol miêu tả khoa học năm 1885.